# Tamer Hosny
Tamer Hosny, nombre de nacimiento Tamer Hosny Sherif Abbas Farghaly (del árabe: تامر حسني شريف عباس فرغلي) (El Cairo, Egipto; 16 de agosto de 1977) es un cantante, cantautor y actor egipcio.

## Biografía
Siendo joven, su sueño era ser futbolista, pero fue un fracaso. Él decidió embarcarse en la canción clásica, ilustrada por artistas como Abdel Halim Hafez y Farid El Atrash, con el apoyo de su madre.
De adolescente no iba al colegio, prefería pasar su tiempo escribiendo canciones, en primer lugar con el piano y la guitarra. Comenzó a escribir la composición y arreglo musical de las canciones. Sueña con alcanzar el nivel de Mohamed Fawzi por sus canciones que se pegan en la memoria de la gente.
Con 18 años, fue a una fiesta de un amigo donde cantó. Allí conoció a Nasr Mahrous que le vio y le permitió participar en un canal de televisión Al lel monawaate del Nilo. Fue después de este espectáculo cuando tuvo la oportunidad de grabar su primer single Wenta Habibi beiden 2001.
En 2002 cantó un dueto con Sherine, una amiga de la infancia, y se convirtió en el álbum con mayor venta. Por haber abandonado el servicio militar, recibió una pena de prisión de un año. Esto no significa hacer daño a su carrera, por el contrario, ha atraído la simpatía y la compasión para todos sus fanes que lo apodaron "Negm al-guil" estrella o "al-Amir al-chababiya oghniya" (generación o príncipe de la canción para la juventud).
En noviembre de 2004, el primer álbum Hobb fue reclamado por la crítica. Es el número uno en enero de 2005 con más de 700.000 copias vendidas. Tamer Hosny se compara con los grandes nombres de la canción contemporánea. Se transforma en un cantante, compositor e intérprete actor. De hecho, él escribió la historia de la película Omar Salma, una historia inspirada en Tamer. En 2006 fue nombrado "Mejor Joven Cantante" por los oyentes de radio egipcia.

## Discografía
| Year | Album             | Label                     |
| ---- | ----------------- | ------------------------- |
| 2004 | Hob               | Free Music - Nasr Mahrous |
| 2006 | Enayyah Bethebbak | Free Music - Nasr Mahrous |
| 2007 | Ya Bent El-Eih    | Free Music - Nasr Mahrous |
| 2007 | ElGana Fi Byotna  | Free Music - Nasr Mahrous |
| 2008 | Arrab Kaman       | Free Music - Nasr Mahrous |
| 2009 | Ha'esh Hayaty     | Alam El Phan              |
| 2010 | Ikhtart Sah       | Alam El Phan              |
| 2011 | Elly Gai Ahla     | Alam El Phan              |

In addition to:
- Free Mix 2000 (2000)
- Free Mix 3 (2002)
- Free Mix 4 (2005)

## Filmografía
- 2004	/Halet Hob (Estado del amor)

- 2005	/Sayed El Atefy

- 2007	/Omar & Salma

- 2008	/Captin Hima

- 2009	Omar & Salma 2

- 2010	/Noor Eieny (La luz de mis ojos)

- 2012	/Omar & Salma 3
- 2015 	/ Ahwak (Te adoro)
- 2017 	/ Tisbah Ala Khair (Buenas noches)
- 2018 	/ El Badla (El traje)
- 2019 	/ El Felous (El Dinero)
- 2021 	/ Mesh Ana (No yo)
- 2022 	/ Babhk (Te amo)
- 2023 	/ TAG

## Premios
| Year | Award                                                              | Awarded by                    |
| ---- | ------------------------------------------------------------------ | ----------------------------- |
| 2002 | Best Selling Album[cita requerida]                                 | Nile Variety Channel          |
| 2003 | The Best Romantic Song (Olli Bahebabak)[cita requerida]            | Nogoom FM Radio Station       |
| 2004 | Best Song of the Century (Oyouno Dar)[cita requerida]              | Nogoom FM Radio Station       |
| 2004 | Best Actor (Halet Hob)[cita requerida]                             | National Arts Organization    |
| 2005 | Best Singer [cita requerida]                                       | Horreyati Magazine            |
| 2005 | Best Singer[cita requerida]                                        | Dear Guest                    |
| 2006 | Best Singer in the Middle East[cita requerida]                     | Dear Guest                    |
| 2006 | Best Singer & Song[cita requerida]                                 | TV & Radio Festival           |
| 2007 | Best Singer in Middle East[cita requerida]                         | Dear Guest                    |
| 2007 | King of Dear Guest [cita requerida]                                | Dear Guest                    |
| 2007 | Best Singer & Album[cita requerida]                                | Mobinil Music Awards          |
| 2007 | Best Singer & Best Songs[cita requerida]                           | Middle East Radio Station     |
| 2007 | The Most Successful Artist[cita requerida]                         | Akhbar El Negoum Magazine2    |
| 2007 | The Most Loving Fans[cita requerida]                               | The Mediterranean Festival    |
| 2007 | The Star Award[cita requerida]                                     | Charisma Magazine             |
| 2007 | Best Singer[cita requerida]                                        | Charisma Magazine             |
| 2007 | Most Loyal Fans[cita requerida]                                    | Charisma Magazine             |
| 2007 | The Most Beloved Arabian Artist[cita requerida]                    | Shashaty Magazine             |
| 2008 | The Best Singer[cita requerida]                                    | Middle East Music Awards      |
| 2008 | The Best Album Of The Year (Arrab kaman)[cita requerida]           | Middle East Music Awards      |
| 2008 | The Best Actor Of the Year[cita requerida]                         | ART Festival                  |
| 2008 | One Of The 10 Most Influential In The Arab Cinema[cita requerida]  | Variety Magazine              |
| 2009 | The Best Arab Singer[cita requerida]                               | Arab Sounds Awards            |
| 2009 | The Best Track Of The Year (Come Back To Me)[cita requerida]       | Arab Sounds Awards            |
| 2009 | The Best Video Clip Of The year (Taaba kol Al Nas)[cita requerida] | Arab Sounds Awards            |
| 2010 | Best African artist of the year[cita requerida]                    | African Music Award 2010      |
| 2010 | "The Legend Of The Century" award by Big Apple Music Awards.       | USA                           |
| 2010 | The Best Arab Singer[cita requerida]                               | Arab Sounds Awards            |
| 2011 | The Best selling album (Elli Gai Ahla) [cita requerida]            | the African international day |
| 2011 | The Best African and Arabian music[cita requerida]                 | the African international day |
| 2012 | The Best Arabian Artist[cita requerida]                            | Dear Guest                    |
| 2012 | The Best Song of the year - 2011 - (Elli Gai Ahla)[cita requerida] | Dear Guest                    |